# Randal Willars
Randal Willars Valdez (30 aprile 2002) è un tuffatore messicano.

## Biografia
Ha rappresentato la nazionale del suo Paese ai campionati mondiali di nuoto di Budapest, gareggiando nel concorso della piattaforma 10 metri e, in coppia con la connazionale Viviana Del Angel, in quello della piattaforma 10 metri sincro misti; in entrambi casi ha concluso la gara al nono posto in classifica.
Ha vinto la medaglia d'oro nella piattaforma 10m ai III Giochi olimpici giovanili estivi di Buenos Aires.
Alla Coppa del mondo di tuffi di Tokyo 2021 ha ottenuto la medaglia d'argento nella piattaforma 10 metri, terminando alle spalle del britannico Tom Daley, e nel sincro 10 mentri, con il compagno Iván García Navarro. Il risultato gli ha garantito la qualificazione ai Giochi olimpici organizzati dal Paese nipponico.

## Palmarès
| Anno | Manifestazione            | Sede              | Evento           | Risultato | Prestazione | Note |
| ---- | ------------------------- | ----------------- | ---------------- | --------- | ----------- | ---- |
| 2017 | Mondiali                  | Budapest          | Piattaforma 10m  | 9º        | 452,35 p.   |      |
| 2017 | Mondiali                  | Budapest          | Sincro 10m misti | 9º        | 301,08 p.   |      |
| 2018 | Giochi olimpici giovanili | Buenos Aires      | Trampolino 3m    | 5º        | 528,10 p.   |      |
| 2018 | Giochi olimpici giovanili | Buenos Aires      | Piattaforma 10m  | Oro       | 609,80 p.   |      |
| 2018 | Giochi olimpici giovanili | Buenos Aires      | Squadra mista    | 11º       | 301,10 p.   |      |
| 2021 | Coppa del Mondo           | Tokyo             | Piattaforma 10m  | Argento   | 514,70 p.   |      |
| 2021 | Coppa del Mondo           | Tokyo             | Sincro 10m       | Argento   | 405,69 p.   |      |
| 2023 | Mondiali                  | Fukuoka           | Sincro 10m       | Bronzo    | 434,16 p.   |      |
| 2023 | Mondiali                  | Fukuoka           | Squadra mista    | Argento   | 455,35 p.   |      |
| 2023 | Giochi panamericani       | Santiago del Cile | Piattaforma 10 m | Oro       | 479,40 p.   |      |
| 2023 | Giochi panamericani       | Santiago del Cile | Sincro 10 m      | Oro       | 419,94 p.   |      |
| 2024 | Mondiali                  | Doha              | Squadra mista    | Argento   | 412,80 p.   |      |
| 2025 | Mondiali                  | Singapore         | Piattaforma 10 m | Bronzo    | 511,95 p.   |      |
| 2025 | Mondiali                  | Singapore         | Squadra mista    | Argento   | 426,30 p.   |      |